# 카미냐
카미냐(스페인어: Camiña)는 칠레 타라파카 주 타마루갈 현의 코무나이다.